# Grzegorz Braun
Grzegorz Michał Braun (výslovnost /ɡʐɛ'ɡɔʂ mi'xaw braun/* 11. března 1967, Toruň) je polský politik, v letech 2019 až 2024 poslanec Sejmu, od roku 2024 poslanec Evropského parlamentu. Známý je pro svá radikální a kontroverzní vyjádření a postoje.

## Život a politické působení
V roce 1987 úspěšně absolvoval Vratislavskou univerzitu a v roce 1993 také Slezskou univerzitu. Před pádem komunistického režimu v Polsku se aktivně účastnil protirežimních demonstrací. V polských parlamentních volbách v roce 2015 kandidoval na kandidátní listině subjektu Szczęść Boże! (česky: Bůh vás ochraňuj!), ale nebyl zvolen (subjekt získal jen 0,09 % hlasů). V lednu 2019 oznámil kandidaturu na funkci starosty Gdaňsku. Získal 11,9 % hlasů a starostou tak nebyl zvolen. V evropských volbách v roce 2019 kandidoval na funkci europoslance, ale nebyl zvolen. V parlamentních volbách v roce 2019 již mandát získal a stal se tak poslancem Sejmu (reprezentoval obvod kolem Řešova). V roce 2020 se účastnil primárních voleb polské Konfederace s úmyslem stát se stranickým kandidátem na funkci polského prezidenta pro nadcházející polské prezidentské volby. Nakonec jej však porazil Krzysztof Bosak, kterého však Braun krátce poté podpořil a oznámil, že se chce podílet na Bosakově kampani. V evropských volbách v roce 2024 byl zvolen europoslancem a v červenci 2024 mu tak vypršel mandát poslance polského Sejmu a Braun nastoupil do funkce europoslance.
V lednu 2025 Braun uvedl, že bude kandidovat na funkci polského prezidenta v nadcházejících prezidentských volbách v roce 2025, a to navzdory tomu, že strana Konfederace (jíž byl tou dobou členem) již svého kandidáta na funkci představila dříve (stal se jím Sławomir Mentzen). Krátce poté byl Braun ze strany proto vyloučen. Brauna ale podpořil původní zakladatel Konfederace Janusz Korwin-Mikke. Braun nakonec ve volbách získal 6,34 % hlasů, skončil na čtvrtém místě a ve druhém kole voleb podpořil Karola Nawrockého.

## Politické názory
Braun je zastáncem katolického tradicionalismu a tvrdým odpůrcem protestantismu. Vedle toho kritizuje demokracii, jako alternativu navrhuje nastolení monarchie. Médii je popisován jako proruský, antiamerický a antiukrajinský. Dále je antisemitou, antisionistou a velmi tvrdě vystupuje také proti LGBT osobám.
V září 2012 volal po zastřelení novinářů novin Gazeta Wyborcza a televize TVN, kvůli čemuž byl později vyšetřován. V září 2021 vyhrožoval smrtí ministru zdravotnictví Adamu Niedzielskiemu. V lednu 2023 Braun zničil vánoční stromeček s dekoracemi zobrazující Ukrajinu, Evropskou unii a osoby LGBT, který se nacházel v budově okresního soudu v Krakově. Do popředí v médiích se dostal zejména poté, co vniknul do muzea holokaustu, kde začal likvidovat vybavení a vykřikoval protižidovské nadávky. Později téhož roku uhasil Chanukiju nacházející se v budově polského Sejmu, za což byl posléze z budovy vyveden. V červnu 2024 strhnul ukrajinskou vlajku vlající na Kościuszkově mohyle a v říjnu 2024 označil Izrael za teroristický stát. Téhož měsíce tvrdě kritizoval Litvu, která je podle jeho názoru malá, řídce osídlená, ošklivá, proti-polská, anglosaská a židovská.
V lednu 2025 Braun narušil minutu ticha za oběti holokaustu pořádanou v Evropském parlamentu; z budovy musel být vyveden. V březnu 2025 Braun zvandalizoval výstavu na náměstí v Opolí, která zobrazovala pochody rovnosti. V dubnu 2025 se vyjádřil v duchu, že zastřelení prominentních komunistů je dle jeho názoru v pořádku, neboť může jít o naprostou nutnost. Téhož měsíce se pokusil na vlastní pěst zatknout gynekoložku, která dříve provedla potrat; během snahy o zatknutí ji alespoň napadl.
V květnu 2025 Evropský parlament zbavil Brauna poslanecké imunity a umožnil tak jeho stíhání.